# كلوار (مقاطعة دلفان)
كلوار (بالفارسية: کلوار) هي قرية تقع في قسم ايتيوند الجنوبي الريفي (مقاطعة دلفان) في إيران.